# Tricastin (Landschaft)
Das Tricastin ist eine historische französische Landschaft an der Ostseite des Rhonetals im Südwesten des Départements Drôme und Nordwesten des Départements Vaucluse.

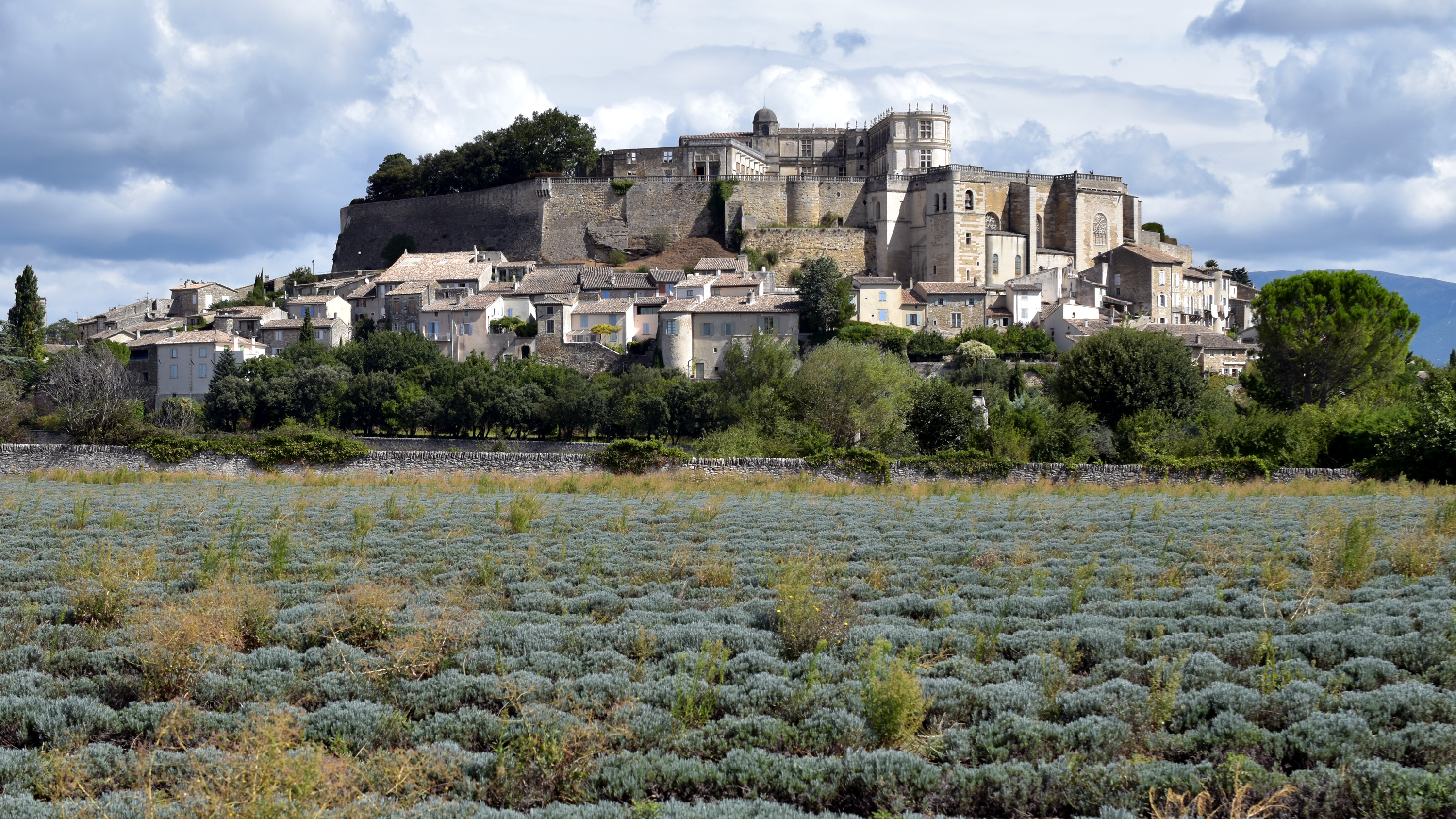
Lavendelfelder bei Grignan, Tricastin

## Geographie

### Lage
Das Tricastin liegt in Höhen von ca. 50 bis 450 m ü. d. M. Nördlich des Tricastin liegt die Stadt Montélimar, südlich liegen die Städte Orange und Avignon. Nach Osten schließen die avignonesische Exklave von Valréas und die Mittelgebirgslandschaft der Baronnies an.

### Geologie
Das Tricastin wird auch „Land des weißen Steins“ (pays de la pierre blanche) genannt, da sie aus geologischer Sicht eine der seltenen Regionen des Rhônetals ist, deren Stein relativ hell ist. In zahlreichen Steinbrüchen vor allem in Saint-Paul-Trois-Châteaux und Saint-Restitut wurde der Stein noch bis Mitte des 20. Jahrhunderts abgebaut.

### Flüsse
Außer der Rhône gibt es kaum Flüsse im Tricastin; lediglich der aus Nordosten kommende Lez mündet südlich von Bollène in die Rhône.

### Klima
Das Tricastin hat ein mediterranes Klima mit trockenen Sommern und starkem Mistral im Winter. Trotzdem sind die Winter milder als im Norden des Départements Drôme oder im Département Ardèche, aber etwa drei Grad kühler als in der Provence.

## Geschichte
Das Tricastin ist die Heimat des gallischen Stammes des Tricastini in der Provinz Gallia Narbonensis, deren Hauptstadt Augusta Tricastini von Plinius dem Älteren im dritten Buch seiner Naturalis historia erwähnt wird. Aus Augusta Tricastini wurde später Saint-Paul-Trois-Châteaux, dessen mittelalterlicher Name Saint-Paul-en-Tricastin lautete und das aufgrund einer Fehlinterpretation seinen aktuellen Namen erhielt. Das Tricastin kam aufgrund seiner Lage an einer der wichtigsten Nord-Süd-Verbindungen Galliens bzw. Frankreichs in Kontakt mit zahlreichen Völkerschaften.

## Wirtschaft
Der Weinbau und die Landwirtschaft im Rhônetal gehen wohl auf die Griechen zurück; von den Römern wurden beide jedoch in großem Stil ausgebaut und auch andere Obstsorten wurden importiert. Wein-, Oliven- und Obstbau wurden auch im Mittelalter fortgesetzt und erhielten im 18./19. Jahrhundert neue Impulse durch den Export in andere Länder Europas. Schon seit altersher werden in den höheren Lagen um Grignan auch Trüffel ausgegraben. Nachdem das Weinbaugebiet Côteaux du Tricastin im Jahr 2010 in Grignan-les-Adhémar umbenannt wurde, ist der Begriff Tricastin heute vor allem durch die Nuklearanlage Tricastin und das dazugehörende Kernkraftwerk Tricastin bekannt, die durch den Canal de Donzère-Mondragon von Saint-Paul-Trois-Châteaux getrennt sind.

## Orte
Die wichtigsten Orte des Tricastin sind:

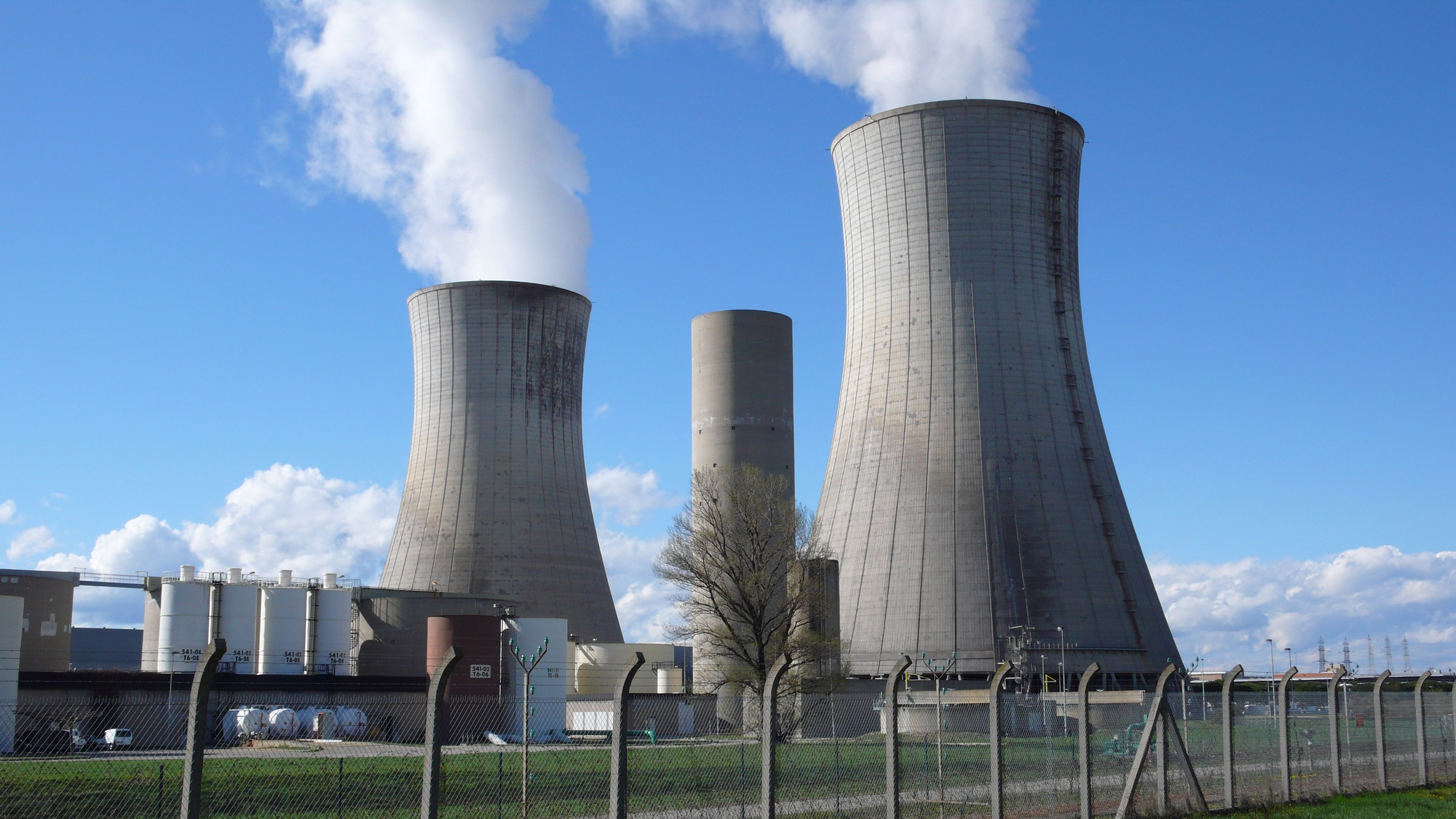
Centrale nucléaire du Tricastin zwischen Pierrelatte und Bollène

- Saint-Paul-Trois-Châteaux (ehemalige Hauptstadt des Tricastin)
- Bollène
- Bourg-Saint-Andéol
- Donzère
- Grignan
- La Garde-Adhémar
- Lapalud
- Pierrelatte
- Pont-Saint-Esprit

Nur das östlich gelegene Grignan liegt nicht in der Nähe des Flusses Rhône.

## Sehenswürdigkeiten
Landschaftlich reizvoll ist die Mittelgebirgslandschaft in der Umgebung von Grignan. Jeder der genannten Orte verfügt über historische Bauten, von denen viele als Monuments historiques geschützt sind. Besonders hervorzuheben sind die Kathedrale Notre-Dame von Saint-Paul-Trois-Châteaux und das Renaissanceschloss von Grignan.